# Ariel (football)
Pour les articles homonymes, voir Ariel et Ariel (prénom).
Ariel Augusto Nogueira, ou plus simplement Ariel, né à Petrópolis le 22 février 1910, est un footballeur international brésilien qui évoluait au poste de milieu de terrain.

## Biographie
Ariel commença sa carrière au Hellenico Athletico Club en 1927. Il fut transféré la même année au Petropolitano, dont il défendit les couleurs jusqu'en 1929. Il partit alors au Botafogo FR, où il remporta le championnat de Rio en 1930, 1932, 1933 et 1934. Ses performances sous le maillot alvinegro du club de Rio de Janeiro lui valut d'être sélectionné en équipe du Brésil. Il joua 20 matches (un seul officiel) avec l'équipe nationale et participa notamment à la coupe du monde de 1934, en compagnie de huit de ses coéquipiers du Botafogo.

## Sources
- (pt) Cet article est partiellement ou en totalité issu de l’article de Wikipédia en portugais intitulé « Ariel Augusto Nogueira » (voir la liste des auteurs).